# Apoštolský vikariát Jižní Arábie
Apoštolský vikariát Jižní Arábie je římskokatolický vikariát nacházející se ve Spojených arabských emirátech.

## Území
Zahrnuje území Spojených arabských emirátů, Ománu a Jemenu.
Biskupským sídlem je město Abú Zabí, kde se nachází hlavní chrám, katedrála svatého Josefa, postavená v roce 1964. 

## Historie
Roku 1840 vznikla z části území apoštolského vikariátu Egypt a Arábie apoštolská prefektura Džidda. O rok později byla přejmenována na Aden.
Dne 4. května 1888 byla prefektura brevem Quae catholico nomini papeže Lva XIII. povýšena na apoštolský vikariát, a zároveň získala část území z apoštolského vikariátu Galla.
Dne 28. června 1889 byl vikariát dekretem Quum per erectionem Kongregace pro šíření víry přejmenována na apoštolský vikariát Arábie. Stejného dne byly změněny jeho správní hranice.
Roku 1916 byl vikariát svěřen do péče Řádu menších bratří kapucínů.
Dne 29. června 1953 byla z části území zřízena apoštolská prefektura Kuvajt.
V roce 1973 bylo sídlo jurisdikce převedeno z Adenu do Abú Zabí, do katedrály svatého Josefa. Katedrála sv. Františky z Assisi se stala protokatedrálou vikariátu, kterou je dodnes. 
Dne 31. května 2011 byl vikariát dekretem Bonum animarum Kongregace pro evangelizaci národů přejmenován na současný název, a zároveň část území přešla do jurisdikce vikariátu Severní Arábie.

## Seznam prefektů a vikářů
- Guglielmo Massaia, O.F.M. Cap. (1846–1854)
- Luigi Sturla (1854–1858)
- Giovenale da Tortosa, O.F.M. Cap. (1858–1864)
- Louis-Callixte Lasserre, O.F.M. Cap. (1871–1900)
- Jean Chrysostome Bigel, O.F.M. Cap. (1901–1901) vikariát nepřevzal
- Bernardine Thomas Edward Clark, O.F.M. Cap. (1902–1910)
- Filippo Raffaele Presutti, O.F.M. Cap. (1910–1914)
- Evangelista Latino Enrico Vanni, O.F.M. Cap. (1916–1925)
- Pacifico Tiziano Micheloni, O.F.M. Cap. (1933–1936)
- Giovanni Tirinnanzi, O.F.M. Cap. (1937–1949)
- Irzio Luigi Magliacani, O.F.M. Cap. (1949–1969)
- Giovanni Bernardo Gremoli, O.F.M. Cap. (1975–2005)
- Paul Hinder, O.F.M. Cap. (2005–2022)
- Paolo Martinelli, O.F.M. Cap. (od 2022)